# Macroglossum tenebrosa
Macroglossum tenebrosa är en fjärilsart som beskrevs av Lucas 1891. Macroglossum tenebrosa ingår i släktet Macroglossum och familjen svärmare. Inga underarter finns listade i Catalogue of Life.